# Junkers Ju 87
Junkers Ju 87 eller Stuka var et tysk krigsfly fra 2. verdenskrig, designet af Hermann Pohlmann. Forkortelse af Sturzkampfflugzeug. Flyet er det mest kendte styrtbombefly, letgenkendeligt med dets omvendte mågevinger og faste understel. En gennemtrængende, vinddrevet sirene blev brugt som psykologisk krigsførelse, når de dykkede mod deres mål. Sirenen var ikke vellidt af piloterne, da den tog noget af topfarten. Piloten kunne igennem et vindue i bunden af sit fly mellem benene udse sig sit mål, hvorefter styrtdykket kunne påbegyndes. Den første flyvning fandt sted i 1935.
Under den Spanske Borgerkrig blev tyske Stuka-fly udstationeret under Legion Condor. Her blev styrtbombeflyet afprøvet mod de spanske republikanere. Under dykket kunne nogle piloter få black-out og efter at en hel eskadrille havde ramt jorden, uden at rette op under en træning i Tyskland, blev et automatisk dykudfladningssystem installeret. Den utilsigtede bivirkning var at anti-luftskyts hurtigt gennemskuede autopilotens bane efter dyk, hvorfor de fleste piloter fløj uden denne slået til.
Flyet havde stor succes i starten af 2. verdenskrig, hvor Tyskland invaderede Polen, Holland, Belgien, Frankrig og Grækenland. Flyet er på mange måder kommet til at stå som et billede på den effektive tyske Blitzkrig.
Under Slaget om England i sommeren 1940 viste flyet sig yderst sårbart over for de engelske jagere, på grund af den relavtivt lave hastighed, som det kunne flyve med (ca. 385 – 400 km/t). Et større antal fly gik derfor tabt i kampene over England. Ledelsen af det tyske Luftwaffe valgte til sidst helt at fjerne flyet fra kampene i dette område.
Det tyske Afrikakorps, under ledelse af feltmarskal Rommel, anvendte med succes flyet under kampene i Nordafrika.
I den første del at Tysklands felttog mod Rusland havde flyet også stor succes, men efterhånden som det tyske herredømme i luften blev brudt, så viste flyet sig atter meget sårbart overfor de russiske jagerfly, med mindre det havde en solid jagereskorte.
Flyet havde en besætning på 2 mand og kunne oprindeligt medføre en bombelast på 700 kg. Denne bombelast var i 1942 øget til 1800 kg (4000 lb). Flyet havde desuden 2 stk. maskingeværer monteret i vingerne, samt et bagudrettet maskingevær i cockpittet, som blev betjent af det ekstra besætningsmedlem.
Den særlige flyveprofil gjorde Stukaer sårbare overfor antiluftskyts. På østfronten fik flyet rollen som alm. jagerbomber. Til denne rolle blev flyet udstyret med 2 stk. 37 mm panserbrydende kanoner. Denne version af flyet blev kaldt Ju-87G og var ikke et styrtbombefly.
Som et forsøg, blev der udviklet kapsler der kunne bæres på oversiden af vingerne. Hver kunne indeholde to mand og skulle kunne nedkastes med faldskærm. Forsøget blev opgivet og agenter blev i stedet anbragt i et DFS 230 svævefly, trukket af en Ju-87D.
Totalt set blev mere end 5.700 fly bygget i perioden fra 1935 til 1945. Dens ry var større end realiteterne og aldrig var mere end 400 af dem operationsklare ad gangen.
Valget på et bombefly med styrtdykkapacitet skete på baggrund om et ønske om præcisionsbomning og flere tyske bombeflys projekter blev hæmmet eller ligefrem forhindret grundet dette ønske. Det betød blandt andet at Tyskland aldrig kom til at besidde nævnværdigt mængde af strategiske bombefly og ikke som tidligere skrøner har postuleret som led i strategien om at spare motorer så små bombefly blev foretrukket frem for strategiske bombefly som krævede fire motorer.